# Ricardo de Madrazo

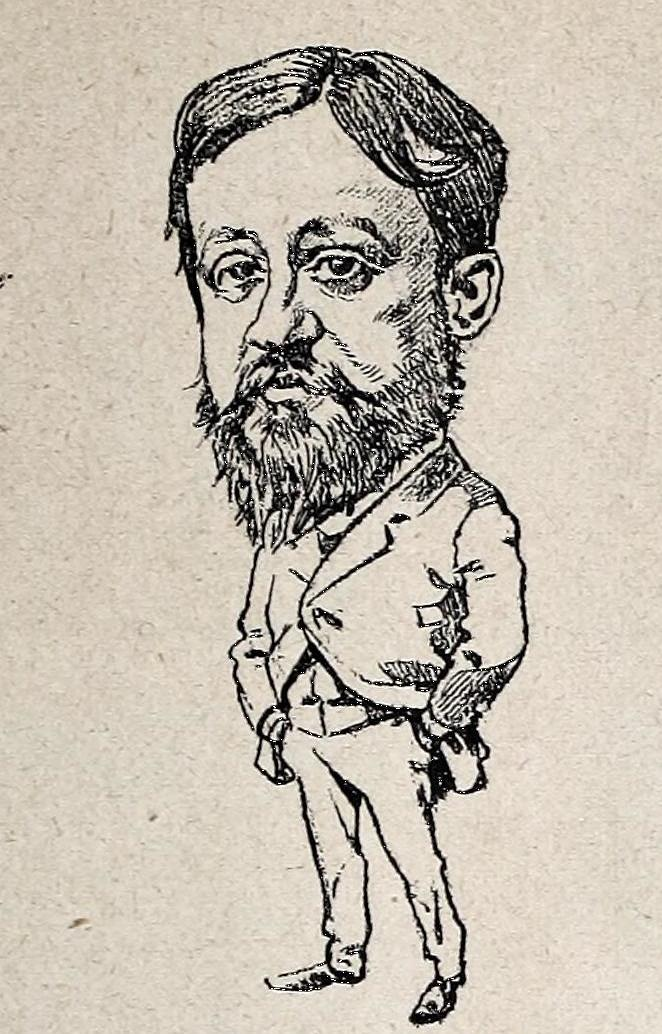
Ricardo Madrazo (1894)

Ricardo de Madrazo y Garreta (Madrid, 7 febbraio 1852 – Madrid, 18 agosto 1917) è stato un pittore di genere spagnolo, apprezzato ritrattista, paesaggista e abile acquerellista, esponente della terza generazione dei Madrazo famiglia di famosi pittori spagnoli.

## Biografia
Esponente della terza generazione della famosa famiglia di pittori spagnoli dei Madrazo insieme al fratello Raimundo, Ricardo era l'ultimo dei sette figli di Federico de Madrazo y Kuntz da cui apprese i primi rudimenti della pittura entrando a dodici anni alla Real Academia de Bellas Artes de San Fernando di Madrid.
Considerato dal padre meno dotato del fratello Raimundo, che aveva inviato a Parigi per perfezionarsi, aveva vissuto sempre presso il padre, direttore del Museo del Prado di Madrid, fino alla morte di quest'ultimo.
Divenne molto amico di Mariano Fortuny, subendone fortemente l'influsso artistico, e poi anche cognato quando la sorella Cecilia sposò nel 1867 Mariano. Ricardo li seguì a Roma e poi a Parigi vivendo con loro fino alla morte del cognato avvenuta nel 1874. Con Mariano Fortuny condivise il viaggio in Marocco che ispirò tanta parte della sua produzione artistica del genere cosiddetto "orientalista".
Dopo la morte del cognato fece un breve rientro a Madrid, soggiornando poi a Granada, poi ancora viaggiando in Marocco. Di ritorno dal Marocco soggiornò a Venezia, presso la sorella vedova Cecilia, collaborando con Martín Rico esperto paesaggista.
Da tutti questi viaggi trasse ispirazione per una serie di quadri di costume e paesaggi realizzati anche con la tecnica dell'acquarello di cui era sommo maestro.
Partecipò regolarmente con queste opere a diverse esposizioni sia in Spagna che a Parigi anche se la sua produzione più cospicua, che costituiva anche la sua base economica, furono i ritratti eseguiti nello stile paterno che furono meglio apprezzati dal pubblico e dalla critica.
Il 22 novembre 1884 sposò Angeles López de la Calle da cui ebbe cinque figli.
Morì a Madrid il 18 agosto 1917 all'età di 65 anni.

## Opere

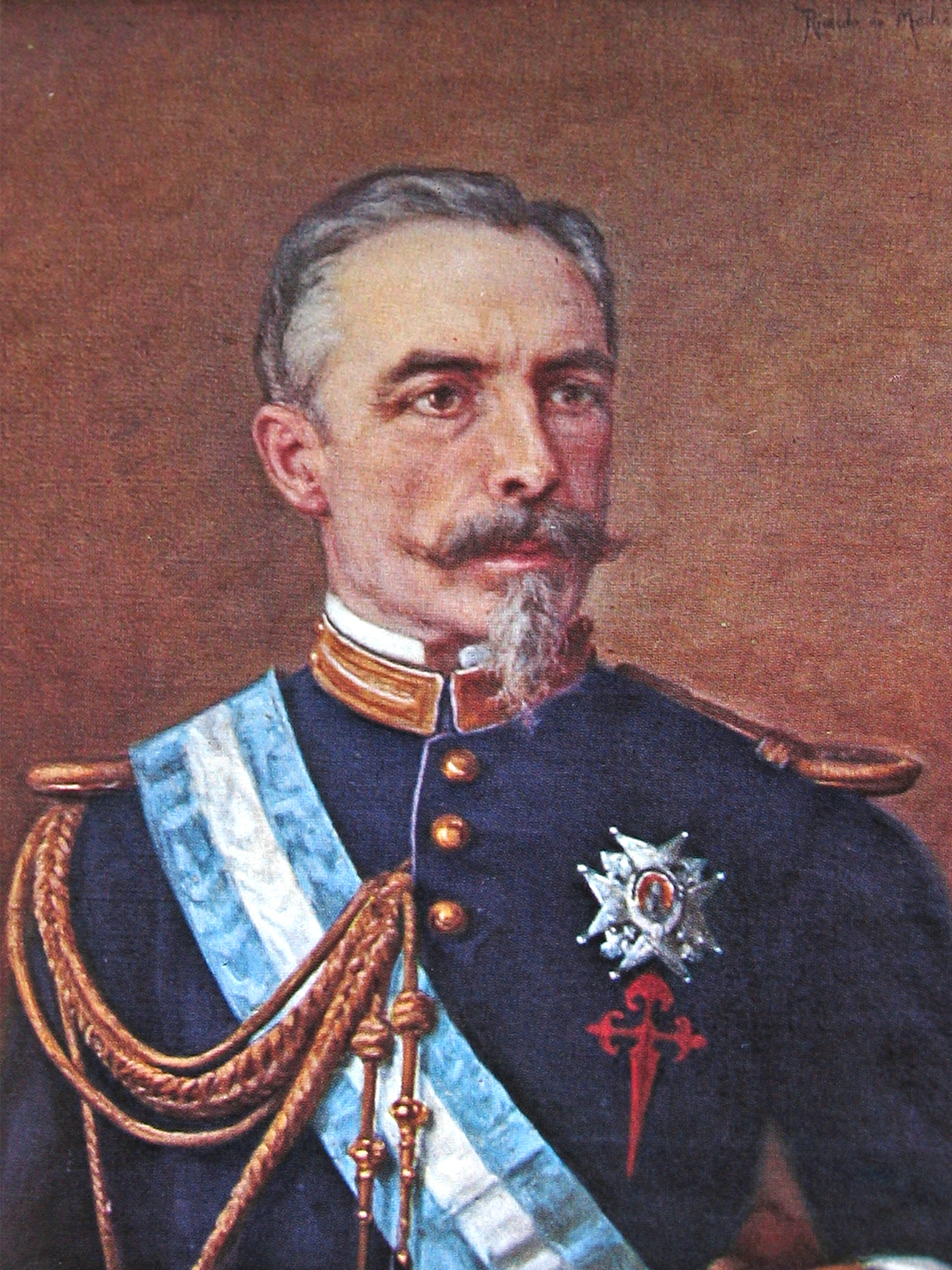
ritratto di Jose Manuel de Goyeneche
Ricardo de Madrazo 1880

- ritratto di Antonio Cánovas del Castillo - Camera dei deputati a Madrid
- ritratto di Jose Manuel de Goyeneche - Museo di Javier
- Moro de Sus - Museo del Prado